# Scuola domenicale

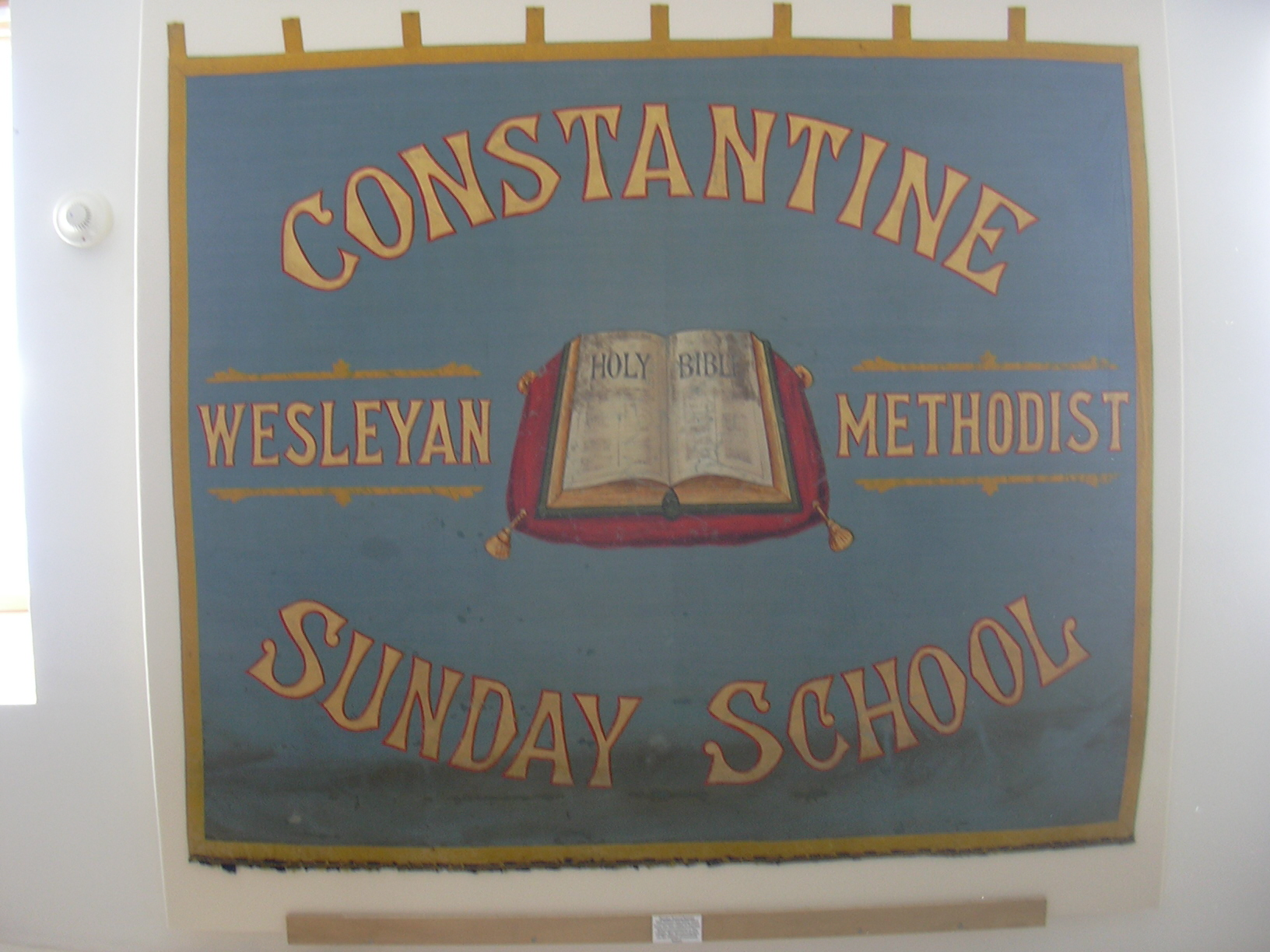
Stendardo di una Scuola domenicale

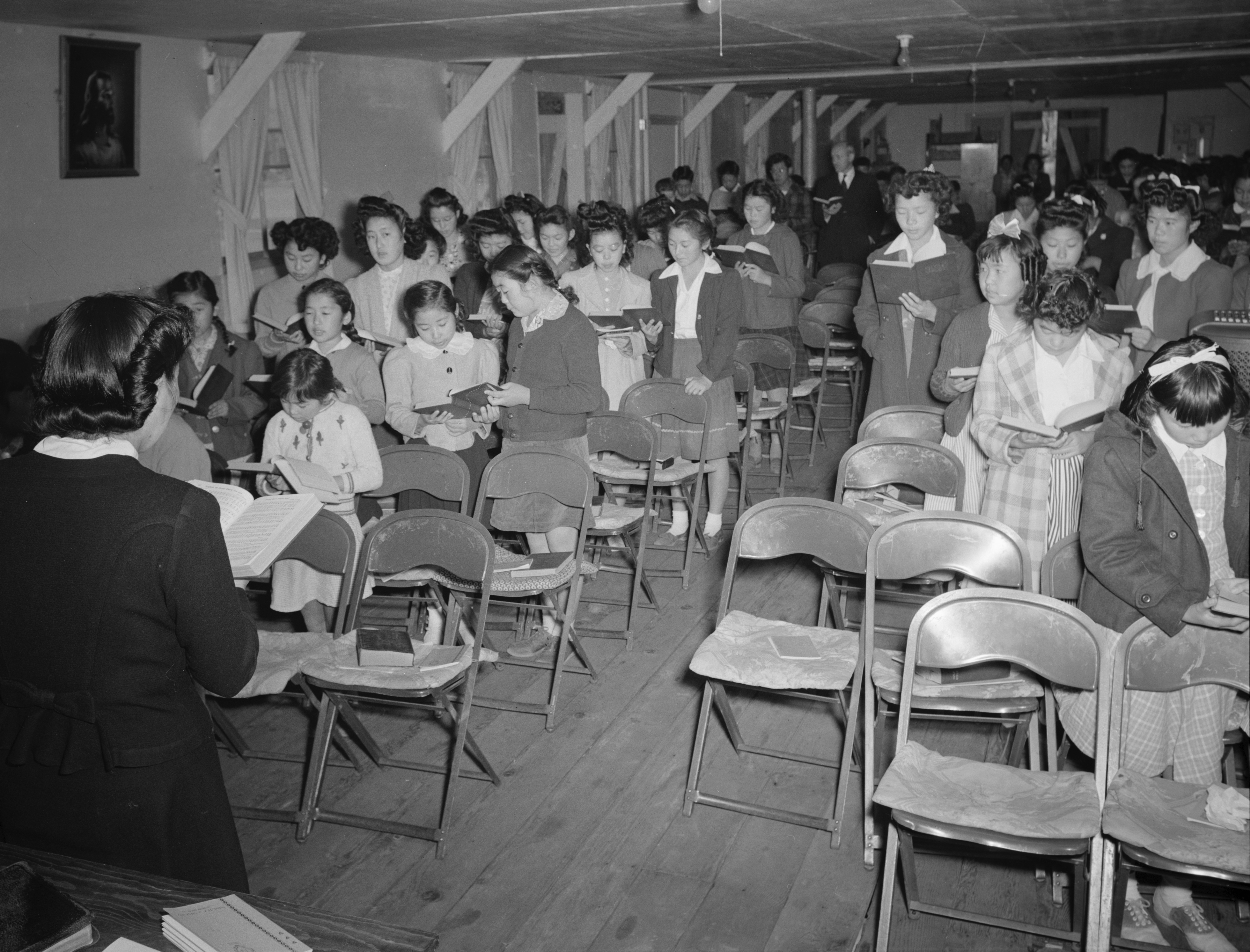
Scuola domenicale, Manzanar War Relocation Center, 1943. Fotografia di Ansel Adams.

La Scuola domenicale si svolge la domenica mattina nelle Chiese Cristiane Evangeliche che si che si rifanno alla Riforma protestante, parallelamente al culto regolare: è stata infatti pensata per rendere più agevole la comprensione della parola di Dio a tutti i bambini di età compresa tra i 3 ed i 13 anni, i quali non hanno ancora le capacità e il livello di attenzione necessari per comprendere l'intero culto. Gli incontri sono diretti dai monitori, laici appartenenti alla comunità, che hanno il compito di spiegare il rapporto tra Dio e l'uomo e incoraggiarne la crescita. I monitori traggono il materiale per la lezione direttamente dal Vecchio e dal Nuovo Testamento, integrandoli con testi e pubblicazioni studiati appositamente per la Scuola. Parallelamente alla lettura di testi si svolgono attività ludiche elementari (disegni, giochi, canto), studiate per rendere più divertente e meno faticoso l'apprendimento.
Ogni comunità decide l'età minima e l'età massima per partecipare alla Scuola domenicale, che solitamente si attestano rispettivamente tra i 3-6 anni ed i 10-13 anni.
Le classi della Scuola domenicale possono fornire una colazione leggera. Nei giorni in cui si celebra la Santa Comunione, tuttavia, alcune confessioni cristiane incoraggiano il digiuno prima di ricevere gli elementi eucaristici.

## Storia antica

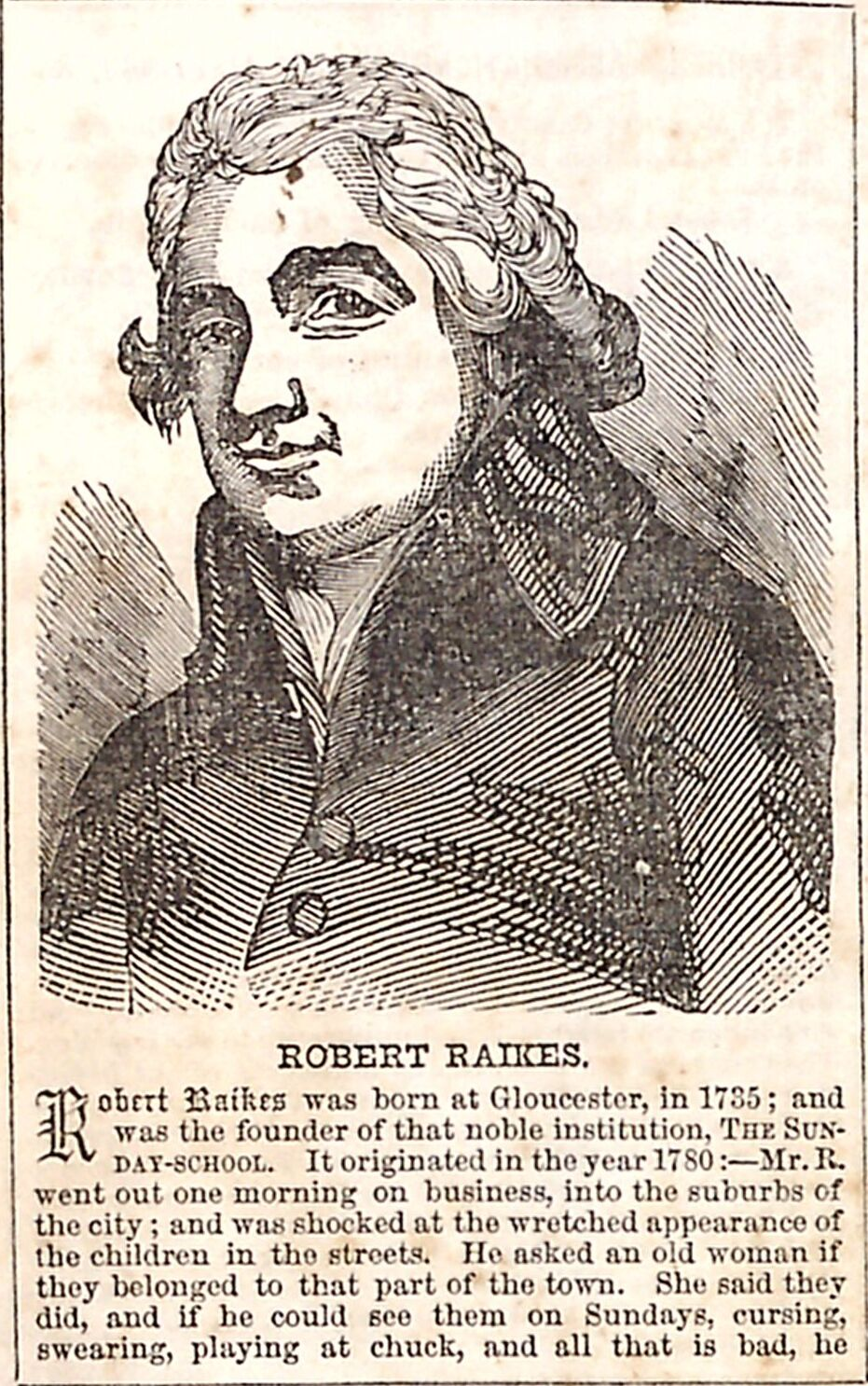
La storia dietro la Scuola domenicale di Robert Raikes

Le Scuole domenicali in Europa hanno avuto origine con la Confraternita della Dottrina Cristiana della Chiesa cattolica, fondata nel XVI secolo dall'arcivescovo Carlo Borromeo per insegnare la fede ai bambini italiani.
Le Scuole domenicali protestanti furono istituite per la prima volta nel XVIII secolo in Inghilterra per fornire istruzione ai bambini lavoratori. William King aprì una Scuola domenicale nel 1751 a Dursley, nel Gloucestershire. Robert Raikes, direttore del Gloucester Journal, ne aprì una simile a Gloucester nel 1781. Scrisse un articolo sul suo giornale e, di conseguenza, molti ecclesiastici sostennero le scuole, che miravano a insegnare ai giovani a leggere, scrivere, fare di conto (aritmetica) e una conoscenza della Bibbia.
La Sunday School Society fu fondata dal diacono battista William Fox il 7 settembre 1785 nella Prescott Street Baptist Church di Londra. Quest'ultima era stata toccata dagli articoli di Raikes sui problemi della criminalità giovanile. Il pastore Thomas Stock e Raikes hanno così registrato un centinaio di bambini dai sei ai quattordici anni. La società ha pubblicato i suoi libri di testo e ha riunito quasi 4.000 Scuole domenicali.
Nel 1785, 250.000 bambini inglesi frequentavano la Scuola domenicale. Solo a Manchester ce n'erano 5.000. Entro il 1835, la Sunday School Society aveva distribuito 91.915 libri di ortografia, 24.232 Nuovi Testamenti e 5.360 Bibbie. Il movimento della Scuola domenicale era interconfessionale. Finanziati tramite sottoscrizione, furono costruiti grandi edifici che potevano ospitare conferenze pubbliche e fornire aule. Gli adulti avrebbero frequentato le stesse classi dei bambini, poiché ciascuno era istruito nella lettura di base. In alcune città, i metodisti si ritirarono dalla grande Scuola domenicale e costruirono la propria. Gli anglicani istituirono le loro scuole nazionali che avrebbero funzionato come Scuole domenicali e scuole diurne. Queste scuole furono i precursori di un sistema nazionale di istruzione.
Il ruolo educativo delle Scuole domenicali terminò con l'Education Act del 1870, che forniva un'istruzione elementare universale. Negli anni '20 promuovevano anche lo sport e gestivano leghe di Scuole domenicali. Diventarono centri sociali che ospitavano spettacoli teatrali amatoriali e concerti. Negli anni '60, il termine Scuola domenicale poteva riferirsi all'edificio e raramente alle attività al suo interno. Negli anni '70 anche la più grande Scuola domenicale era stata demolita. La locuzione oggi si riferisce principalmente alle lezioni di catechismo per bambini e adulti che si svolgono prima dell'inizio di una funzione religiosa. In alcune tradizioni cristiane, in alcuni gradi di istruzione, ad esempio la seconda elementare o la terza media, le lezioni della Scuola domenicale possono preparare i giovani a sottoporsi a un rito come la Prima Comunione o la Cresima. La dottrina del Sabbatarianismo domenicale, sostenuta da molte confessioni cristiane, incoraggia pratiche come la partecipazione alla Scuola domenicale, poiché insegna che l'intera giornata del Signore dovrebbe essere dedicata a Dio; Per questo motivo, molti bambini e adolescenti spesso tornano in chiesa nel tardo pomeriggio per il gruppo dei giovani prima di partecipare al culto serale.

## Sviluppo nelle chiese protestanti

### Regno Unito
La prima Scuola domenicale protestante registrata fu aperta nel 1751 nella chiesa di Santa Maria, a Nottingham. Hannah Ball fece un altro inizio precoce, fondando una scuola a High Wycombe, nel Buckinghamshire, nel 1769. Tuttavia, si dice comunemente che il pioniere delle Scuole domenicali sia stato Robert Raikes, editore del Gloucester Journal, che nel 1781, dopo essere stato sollecitato da William King (che gestiva una Scuola domenicale a Dursley), riconobbe la necessità di una scuola per i bambini che vivevano nei bassifondi di Gloucester, sia per garantire un'istruzione sia per impedire loro di dedicarsi al crimine. Aprì una scuola nella casa di una certa signora Meredith, che la gestiva di domenica, l'unico giorno in cui i ragazzi e le ragazze che lavoravano nelle fabbriche potevano frequentarla. Utilizzando la Bibbia come libro di testo, i bambini impararono a leggere e scrivere.
Nell'Inghilterra del XVIII secolo, l'istruzione era in gran parte riservata a una ricca minoranza maschile e non era obbligatoria. I ricchi educavano i loro figli privatamente a casa, con governanti o tutori assunti per i bambini più piccoli. La classe media cittadina poteva mandare i figli alle scuole di grammatica, mentre le figlie erano lasciate a imparare ciò che potevano dalle loro madri o dalle biblioteche dei loro padri. I figli degli operai delle fabbriche e dei braccianti agricoli non ricevevano alcuna istruzione formale e in genere lavoravano insieme ai genitori sei giorni alla settimana, a volte per più di 13 ore al giorno.
Nel 1785 oltre 250.000 bambini in tutta l'Inghilterra frequentavano le scuole la domenica. Nel 1784 aprirono molte nuove scuole, tra cui la Scuola domenicale interconfessionale di Stockport, che finanziò e costruì una scuola per 5.000 studenti nel 1805. Nel 1831 fu riferito che la partecipazione alle Scuole domenicali era cresciuta fino a 1,2 milioni.
La prima Scuola domenicale di Londra aprì a Surrey Chapel, Southwark, sotto Rowland Hill. Nel 1831 1.250.000 bambini in Gran Bretagna, ovvero circa il 25% della popolazione idonea, frequentavano settimanalmente le Scuole domenicali, le quali fornivano lezioni di base di alfabetizzazione insieme all'istruzione religiosa.

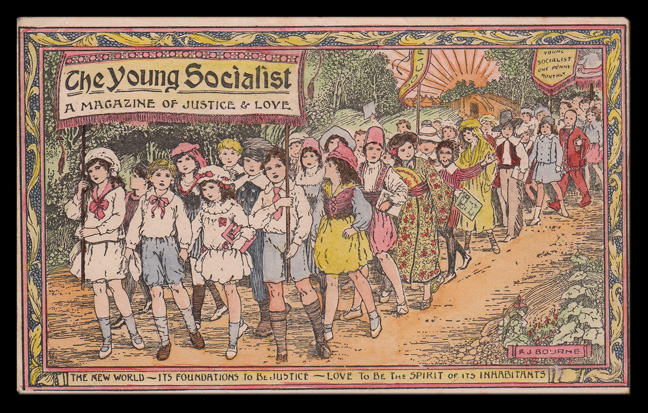
Cartolina promozionale che pubblicizza la rivista mensile del movimento della Scuola domenicale socialista in Gran Bretagna, The Young Socialist.

Nel 1833, "per l'unificazione e il progresso del lavoro di educazione religiosa tra i giovani", gli Unitariani fondarono la loro Sunday School Association, come "partner junior" della British and Foreign Unitarian Association, con la quale alla fine aprì uffici all'Essex Hall nel centro di Londra.
Il lavoro delle Scuole domenicali nelle città industriali fu sempre più integrato dalle "raged schools" (forniture caritatevoli per i poveri industriali) e infine dall'istruzione finanziata pubblicamente ai sensi dell'Elementary Education Act del 1870 (33 e 34 Vict. c. 75). Le Scuole domenicali continuarono a funzionare parallelamente a tale crescente fornitura educativa e si svilupparono anche nuove forme, come il movimento delle Scuole domenicali socialiste, che iniziò nel Regno Unito nel 1886.

### Irlanda
Il primo programma di Scuola domenicale registrato in Irlanda risale al 1777, quando Daniel Delany, prete cattolico romano, aprì una scuola a Tullow, nella contea di Carlow. Istituì un sistema complesso che comprendeva orari, piani di lezione, corsi e varie attività didattiche. Questo sistema si diffuse ad altre parrocchie della diocesi. Nel 1787 solo a Tullow c'erano 700 studenti, ragazzi e ragazze, uomini e donne, e 80 insegnanti. L'intento principale di questo sistema di Scuola domenicale era l'insegnamento del catechismo cattolico e degli articoli di fede; l'insegnamento della lettura e della scrittura divenne necessario per aiutare in questo. Con l'avvento dell'emancipazione cattolica in Irlanda (1829) e l'istituzione del sistema scolastico nazionale (1831), che significava che la fede cattolica poteva essere insegnata a scuola, il sistema di Scuola domenicale cattolica divenne superfluo.
La Church of Ireland Sunday School Society è stata fondata dalla chiesa anglicana protestante nel 1809. La Sabbath School Society della chiesa presbiteriana in Irlanda è stata fondata nel 1862.

### Svezia
Il concetto di Scuola domenicale in Svezia iniziò all'inizio o alla metà del 1800, inizialmente affrontando qualche contraccolpo, prima di diventare più diffuso, poiché era spesso intrecciato con la crescita (e l'eventuale legalizzazione) delle chiese libere. La prima Scuola domenicale documentata fu avviata nel 1826 nella parrocchia di Snavlunda, nella contea di Örebro, dal sacerdote Ringzelli, ed era ancora attiva durante il periodo del pastore Lennart Sickeldal negli anni '50. Ringzelli fu anche uno dei primi organizzatori di pasti scolastici per studenti che vivevano lontano dalla scuola o provenivano da famiglie povere.
Carl Ludvig Tellström, in seguito missionario presso il popolo Sami, fece un altro tentativo iniziale di avviare una Scuola domenicale intorno al 1834. Mentre era a Stoccolma, fu convertito da George Scott, un influente predicatore metodista wesleyano scozzese che lavorò in Svezia dal 1830 al 1842 e fu controverso a causa della sua predicazione in violazione del Conventicle Act. All'interno della Chiesa di Svezia, tuttavia, sulla base del formato delle Scuole domenicali metodiste, ne aprì diverse a Flykälen, Föllinge, Ottsjön, Storå e Tuvattnet.
Successivamente, Mathilda Foy fondò una prima Scuola domenicale nel 1843-1844. Influenzata dai predicatori pietisti revivalisti come Scott, e in particolare Carl Olof Rosenius, Foy si ritrovò a far parte del movimento läsare (lettore). Sempre impegnata in opere di beneficenza, aprì una Scuola domenicale non molto tempo dopo il suo risveglio spirituale. Tuttavia, fu presto chiusa a causa delle proteste del clero, che la considerava "metodista". Un altro tentativo di Augusta Norstedt fu notato nello stesso periodo.
Tra il 1848 e il 1856, l'educatrice e predicatrice Amelie von Braun, anch'essa parte del movimento di risveglio revivalista, avviò una Scuola domenicale insegnando principalmente ai bambini storie della Bibbia. Lavorò all'interno della chiesa di stato. La sua Scuola domenicale fu sostenuta da Peter Fjellstedt e crebbe rapidamente, con 250 studenti segnalati nel 1853.
Intorno al 1851, le Scuole domenicali furono istituite dagli amici di Foy Betty Ehrenborg (1818–1880) e Per Palmqvist (1815–1887), fratello dei pionieri battisti svedesi Johannes e Gustaf Palmquist. Quell'anno, Ehrenborg e i fratelli viaggiarono a Londra. I fratelli, almeno, si rimisero in contatto con Scott, che conoscevano dalla Svezia. In Inghilterra, studiarono le Scuole domenicali e i metodi di insegnamento dei metodisti, impressionati dal numero di studenti e insegnanti. C'erano oltre 250 bambini e da 20 a 30 insegnanti; le lezioni erano tenute da laici e includevano corsi di alfabetizzazione oltre a lezioni bibliche, canti e preghiere.
Al ritorno di Palmqvist in Svezia, invitò 25 bambini poveri locali e fondò la prima Scuola domenicale battista; lo stesso anno, anche Ehrenborg iniziò una Scuola domenicale, con 13 studenti per lo più battisti e di chiese libere. Palmqvist ricevette 5 sterline di sostegno finanziario dalla London Sunday School Association e utilizzò il denaro per recarsi a Norrland, sede di un importante movimento di risveglio, per diffondere in quel luogo l'idea della Scuola domenicale. La prima associazione di Scuola domenicale in Svezia, Stockholms Lutherska Söndagsskolförening, fu fondata nel 1868. Tuttavia, nonostante l'abolizione del Conventicle Act nel 1858 e l'aumento della libertà religiosa, c'erano ancora delle sfide: Palmqvist fu denunciato alla corte cittadina di Stoccolma da un prete nel 1870 per aver insegnato a bambini che non appartenevano alla sua congregazione, ma fu successivamente assolto.
Solo a Stoccolma, nel 1871, c'erano 29 Scuole domenicali. Nel 1915 c'erano 6.518 Scuole domenicali nel paese tra diverse denominazioni, con 23.058 dirigenti e insegnanti e 317.648 studenti.

### Finlandia
Le prime Scuole domenicali in Finlandia furono gestite dalla Chiesa evangelica luterana finlandese; la prima fu fondata nel 1807. Spesso erano per coloro che non avevano ancora imparato la lettura e la scrittura. Come forma di istruzione, furono raccomandate dallo Stato nel 1853. Alcune Scuole domenicali fornivano formazione professionale nei mestieri; dopo il 1858 divennero anche scuole preparatorie per l'istruzione superiore tenuta durante la settimana. Tuttavia, le Scuole domenicali non presero piede fino alla successiva crescita delle chiese libere nel paese e all'istituzione della scuola pubblica, momento in cui divennero una forma di educazione religiosa per bambini. Una delle prime Scuole domenicali libere fu fondata dalle sorelle Netta e Anna Heikel a Jakobstad negli anni '60 dell'Ottocento. Altre Scuole domenicali furono presto fondate negli anni 1870 e 1880: a Vaasa – inclusa la parrocchia luterana locale, a Kotka, Turku, Åland, Helsinki, Ekenäs, Hanko e altre città.

### Stati Uniti
La prima Scuola domenicale organizzata e documentata negli Stati Uniti fu fondata a Ephrata, nella contea di Lancaster, in Pennsylvania, da un immigrato dalla Germania, Ludwig Höcker, figlio di un pastore e insegnante della Chiesa riformata molto rispettato e influente a Westerwald. Ludwig emigrò negli anni '30 del Settecento e si unì al chiostro sabbatario di Ephrata nel 1739, dove creò presto la Scuola domenicale per i bambini poveri della zona e pubblicò, sulla Ephrata Press, un libro di testo completo. Il Reverendo Ira Lee Cottrell scrive: "È particolarmente interessante per noi sapere che una Scuola domenicale battista del settimo giorno fu organizzata intorno al 1740, quarant'anni prima della Scuola domenicale di Robert Raikes. Questa Scuola domenicale fu organizzata a Ephrata, in Pennsylvania, da Ludwig Hocker tra i tedeschi battisti del settimo giorno e continuò fino al 1777, quando la loro stanza con gli altri fu ceduta per scopi ospedalieri dopo la battaglia di Brandywine…".

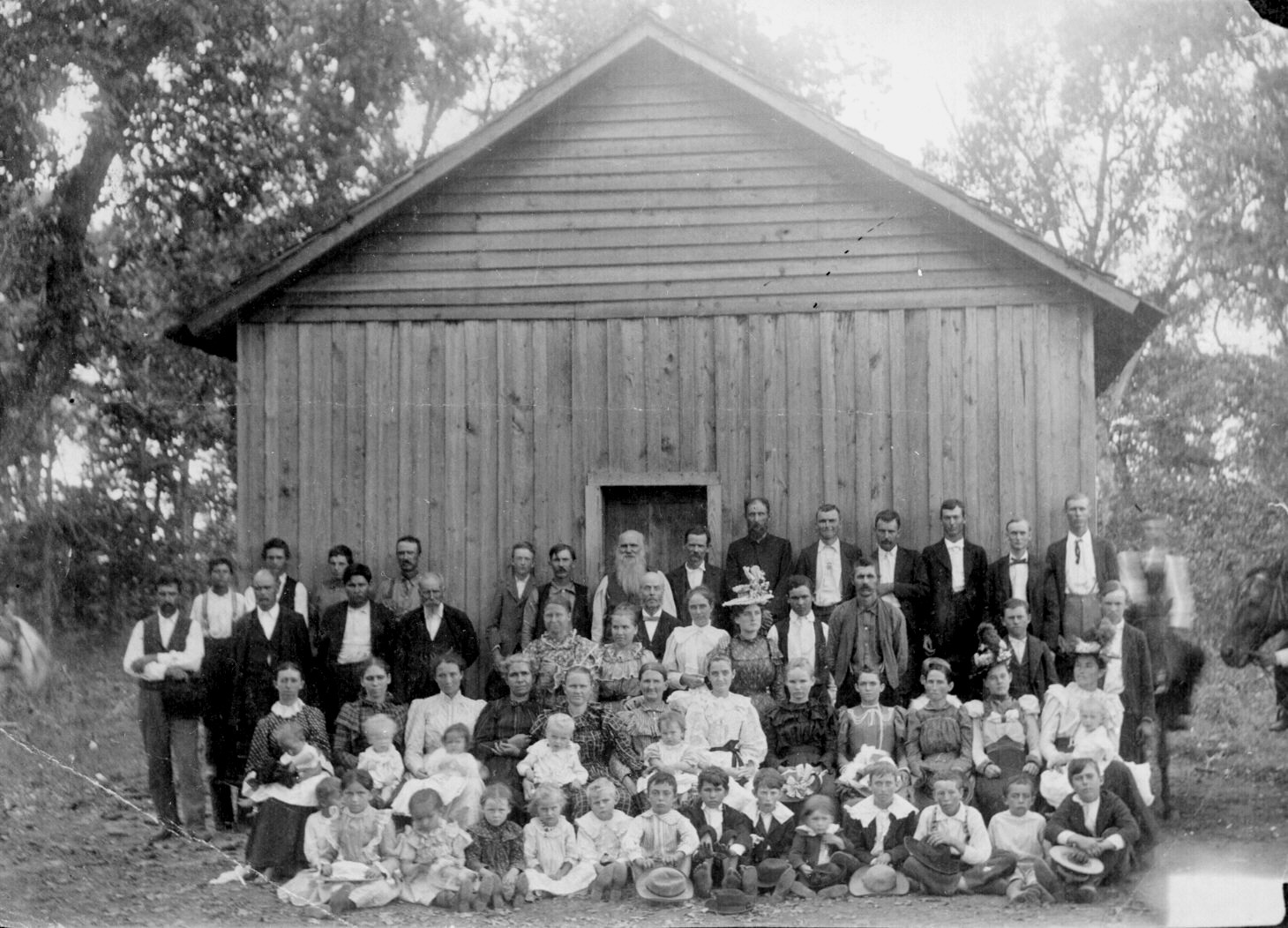
Scuola domenicale, indiani e bianchi. Territorio indiano (Oklahoma), circa 1900.

Nel New England, il primo sistema di Scuola domenicale fu avviato da Samuel Slater nei suoi stabilimenti tessili a Pawtucket, Rhode Island, negli anni '90 del Settecento.
A metà degli anni '60 del XIX secolo, il filantropo Lewis Miller fu l'inventore del "Piano Akron" per le Scuole domenicali. Si trattava di un progetto di edificio con una sala centrale per le assemblee circondata da piccole aule, concepito con il ministro metodista John Heyl Vincent e l'architetto Jacob Snyder. Fu presto ampiamente copiato. 

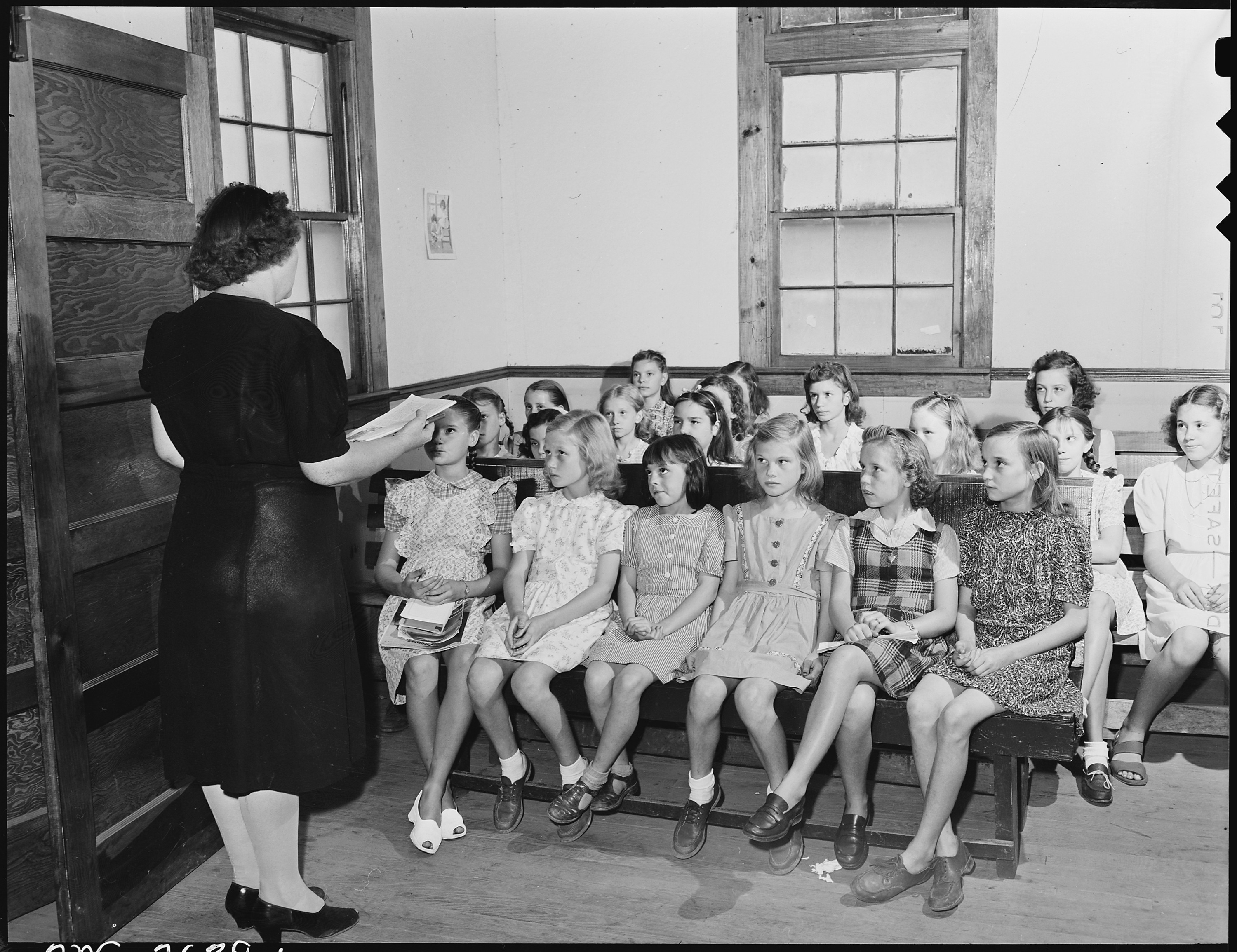
Scuola domenicale presso una chiesa battista a Lejunior, nella contea di Harlan, Kentucky, 1946.

John Heyl Vincent collaborò con il laico battista B.F. Jacobs, che ideò un sistema per incoraggiare il lavoro della Scuola domenicale, e fu istituito un comitato per fornire l'International Uniform Lesson Curriculum, noto anche come "Uniform Lesson Plan". Entro il 1800 l'80% di tutti i nuovi membri vennero introdotti nella chiesa attraverso la Scuola domenicale.
Nel 1874, interessati a migliorare la formazione degli insegnanti della Scuola domenicale per l'Uniform Lesson Plan, Miller e Vincent lavorarono di nuovo insieme per fondare quella che oggi è la Chautauqua Institution sulle rive del lago Chautauqua, a New York.
Sempre più spesso le scuole elementari pubbliche si occupavano di alfabetizzazione. In risposta, le Scuole domenicali passarono a un'enfasi sulle storie della Bibbia, sul canto degli inni e sulla memorizzazione dei passaggi biblici. L'obiettivo principale era incoraggiare l'esperienza di conversione che era così importante per gli evangelici.
Tra i leader più importanti del XX secolo nel movimento della Scuola domenicale ci sono: il presidente Jimmy Carter, Clarence Herbert Benson, Henrietta Mears, fondatrice di Gospel Light, il dottor Gene A. Getz, Howard Hendricks, Lois E. LeBar, Lawrence O. Richards ed Elmer Towns.

## Modulo
Nelle chiese evangeliche, durante il servizio di culto, i bambini e i giovani ricevono un'educazione adattata, nella Scuola domenicale, in una stanza separata. 

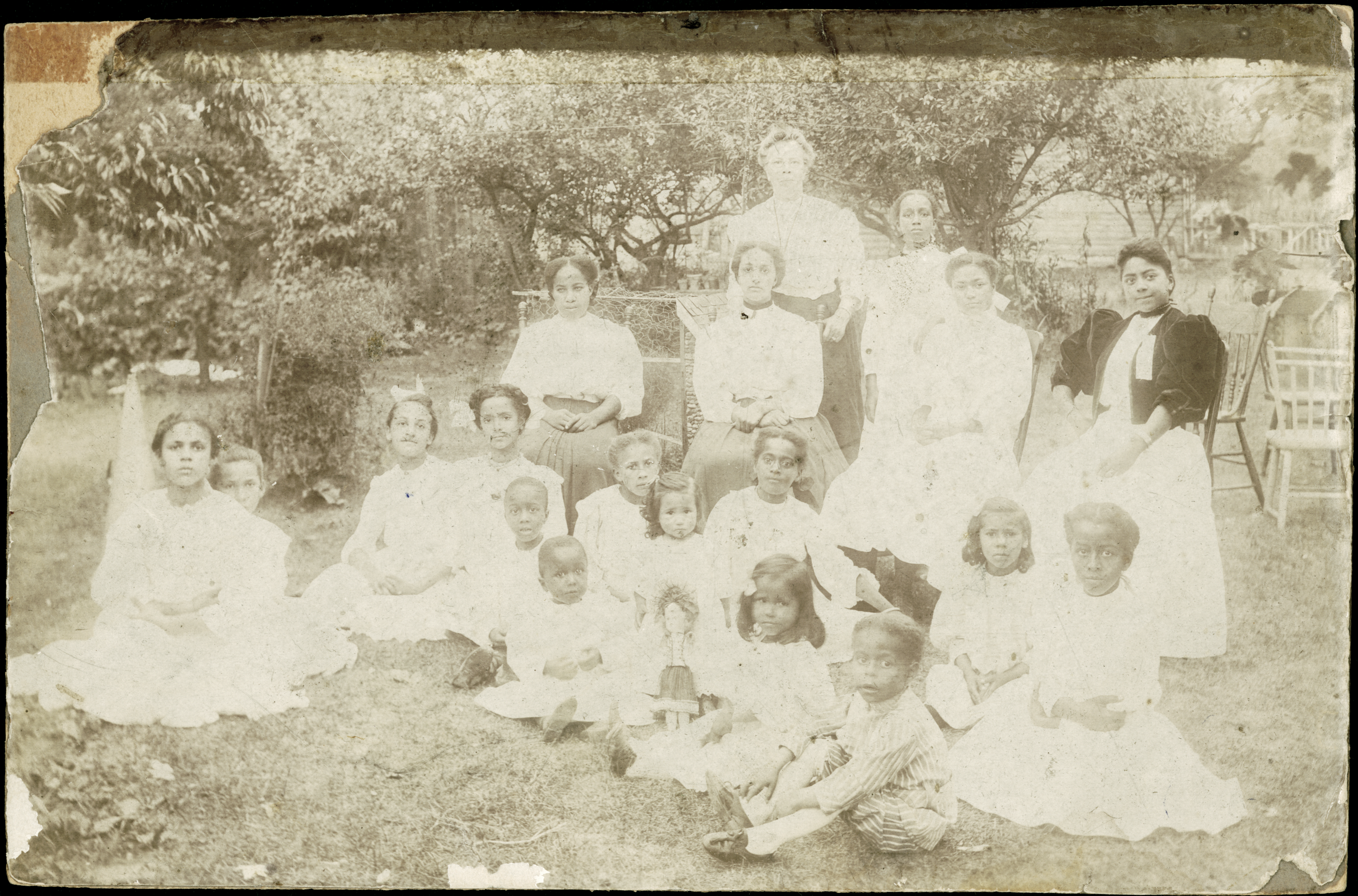
Gruppo della Scuola domenicale battista ad Amherstburg, Ontario, circa. 1910.

Storicamente, le Scuole domenicali si tenevano di pomeriggio in varie comunità, ed erano spesso gestite da lavoratori di diverse confessioni. A partire dagli Stati Uniti nei primi anni '30 e dal Canada negli anni '40, la transizione è stata fatta alla domenica mattina. La Scuola domenicale spesso assume la forma di uno studio biblico di un'ora o più, che può svolgersi prima, durante o dopo un servizio religioso. Mentre molte Scuole domenicali sono focalizzate sulla fornitura di istruzione per bambini (specialmente quelle sessioni che si svolgono durante gli orari del servizio), anche le lezioni di Scuola domenicale per adulti sono popolari e diffuse (RCIA). In alcune tradizioni, il termine "Scuola domenicale" è troppo fortemente associato ai bambini, e termini alternativi come "Elettivi per adulti" o "educazione religiosa" sono usati al posto di "Scuola domenicale per adulti". Alcune chiese gestiscono la Scuola domenicale per bambini solo contemporaneamente al servizio di culto per adulti. In questo caso, in genere non c'è una Scuola domenicale per adulti.

## Editori
In Gran Bretagna venne fondata un'agenzia chiamata Religious Tract Society che aiutava a fornire letteratura per la Scuola domenicale.
Negli Stati Uniti fu fondata l'American Sunday School Union (con sede a Philadelphia) per la pubblicazione di letteratura. Questo gruppo aiutò a creare quella che divenne nota come International Sunday School Lessons. Il Sunday School Times fu un altro periodico che pubblicarono per l'uso delle Scuole domenicali. LifeWay Christian Resources, Herald and Banner Press, David C. Cook e Group Publishing sono tra le risorse pubblicate ampiamente disponibili attualmente utilizzate nelle Scuole domenicali in tutto il paese.

## Insegnanti
Gli insegnanti della Scuola domenicale sono solitamente laici selezionati per il loro ruolo nella chiesa da un coordinatore designato, un consiglio o un comitato. Normalmente, la selezione si basa sulla percezione del carattere e sulla capacità di insegnare la Bibbia. Tuttavia, alcuni insegnanti della Scuola domenicale hanno un background in materia di istruzione come risultato delle loro occupazioni. Alcune chiese richiedono agli insegnanti della Scuola domenicale e ai catechisti di frequentare corsi per garantire che abbiano una sufficiente comprensione della fede e del processo di insegnamento per educare gli altri.
Non è raro che pastori cattolici o protestanti tengano loro stessi tali lezioni. Alcune note figure pubbliche che insegnano, o hanno insegnato, la Scuola domenicale includono l'astronauta dello Space Shuttle Ronald Garan, il comico Stephen Colbert, il romanziere John Grisham e l'ex presidente degli Stati Uniti Jimmy Carter.